# Helge Barkenius

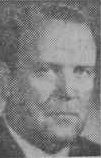
Helge Barkenius

Nils Jacob Helge Barkenius, född 8 mars 1901 i Vänersnäs församling, Skaraborgs län, död 13 mars 1957 i Eslövs församling, Malmöhus län, var en svensk arkitekt.
Barkenius, som var son till bruksförvaltare Nils Nilsson och Hanna Hedström, avlade studentexamen i Västerås 1918 samt utexaminerades från Tekniska skolan i Stockholm, Byggnadsyrkesskolan, 1922 och som arkitekt från Kungliga Tekniska högskolan 1928. Han genomgick även Byggnadsstyrelsens stadsplanekurs och företog studieresor till flera länder i Europa. Han var stadsarkitekt i Eslövs stad från 1935, hos Mellanskånes byggnadsnämnder 1935–1947, hos Mellanskånes stadsarkitektdistrikt från 1948 och av länsstyrelsen i Malmöhus län förordnad byggnadsinspektör. Han bedrev även egen arkitektverksamhet. 
Barkenius var nämndeman i Frosta och Eslövs domsaga från 1941, huvudman i Eslövs sparbank, av Skånes stadshypoteksförening utsedd värderingsman, ledamot av Skånes värderingsinstitut för fastigheter, ledamot av styrelsen för Arkitektföreningen för Södra Sverige och föreningen Sveriges stadsarkitekter, av Kungl. Maj:t utsedd sakkunnig i kommittén för byggnadsordningen 1947. Bland hans arbeten märks stadsplaner, bostads- och affärshus samt sportstugor.